# Giovanni De Vecchi
Giovanni De Vecchi (Sansepolcro, c. 1536-Roma, 13 de abril de 1614) fue un pintor italiano de fines del Renacimiento.

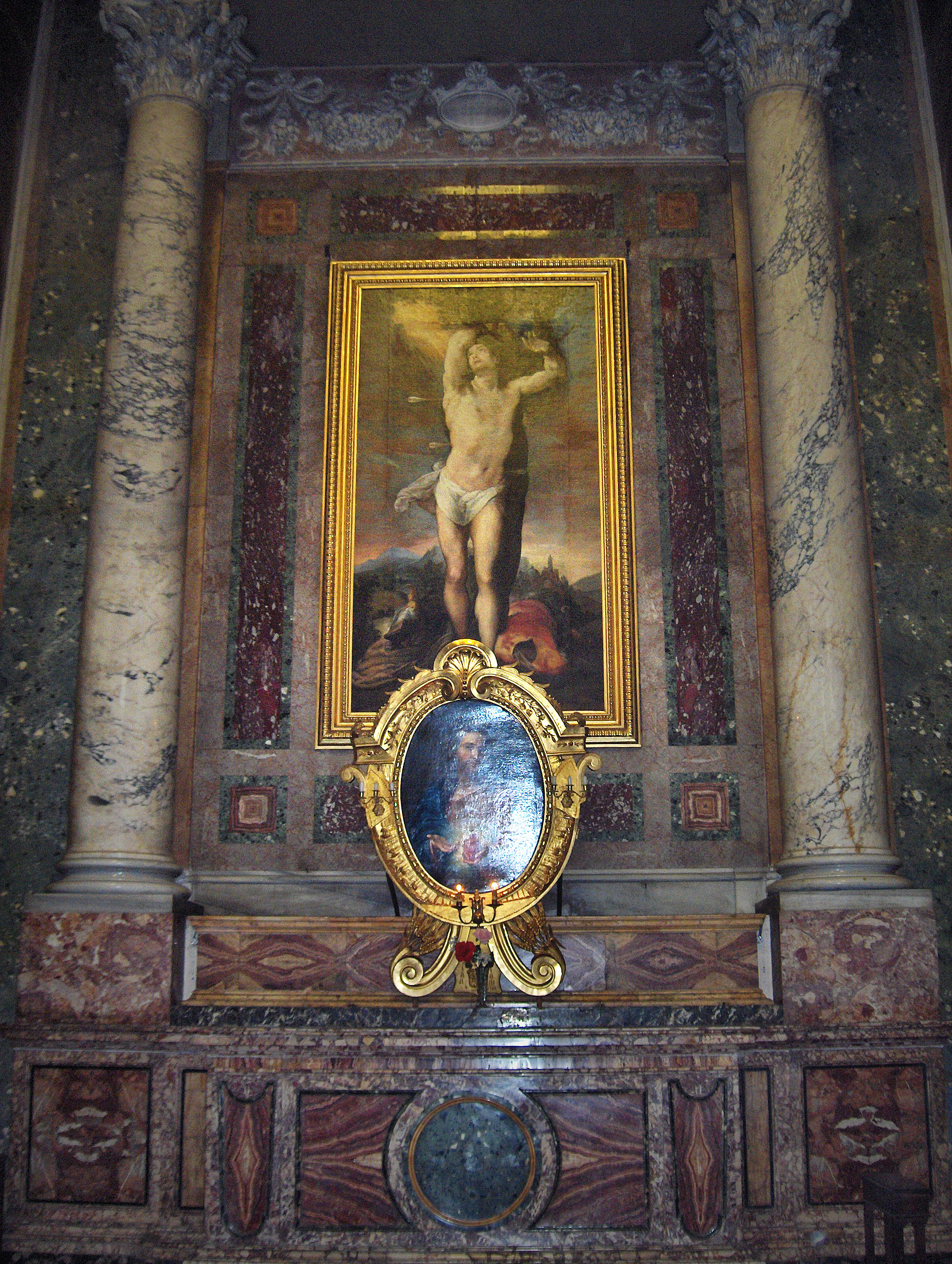
Basílica de San Andrés del Valle, Roma; San Sebastián, obra probablemente realizada un año antes de su muerte en 1614

## Biografía
Nacido en Sansepolcro, Giovanni De Vecchi tuvo su aprendizaje con Raffaellino del Colle y con Taddeo Zuccaro. Con este último decoró los interiores de la Villa Farnesio en Caprarola, un complejo monumental de estética manierista. Su formación también estuvo influenciada por la pintura de Rosso Fiorentino.
Realizó algunas pinturas sobre la Vida de San Jerónimo en la Basílica de Santa María en Aracoeli en Roma para la familia Dolfin.
Una de sus obras más importantes fue la decoración de la cúpula y de las pechinas de la iglesia del Gesù, sustituidas posteriormente por los frescos del siglo XVII, de los que hay testimonios de sus contemporáneos Giovanni Baglione y Gaspare Celio. Un cuadro de Sacchi conservado en el Museo de Roma documenta el interior de la iglesia con la decoración anterior. De Vecchi ejecutó todos los cartones, pero sólo pintó frescos de los cuatro Doctores de la Iglesia (Ambrosio, Agustín, Jerónimo y Gregorio Magno) en las enjutas. También el mosaico de la tribuna de la Basílica de San Pedro con San Juan y San Lucas está basado en sus bocetos. Contribuyó además a los frescos del Oratorio del Crocifisso en Roma.
Se convirtió en uno de los miembros más autorizados de la Academia de San Lucas y en 1596 fue elegido «príncipe» de dicha academia.
Figura destacada de la sociedad artística de la época, tuvo numerosos encargos importantes, aunque parte de su obra se ha perdido.
Murió el 13 de abril de 1614 en Roma. Entre los pintores que fueron influenciados por él, presumiblemente se puede incluir a Caballero de Arpino, quien se inspiró en el San Sebastián expuesto en la basílica de San Andrés del Valle para su propia pintura del mismo tema realizada alrededor de 1617.